# Chlorophytum collinum
Chlorophytum collinum är en sparrisväxtart som först beskrevs av Karl von Poellnitz, och fick sitt nu gällande namn av Inger Nordal. Chlorophytum collinum ingår i släktet ampelliljor, och familjen sparrisväxter. Inga underarter finns listade i Catalogue of Life.